# 福布斯 (北达科他州)
福布斯（英語：Forbes），是美国北达科他州下属的一座城市。根据2010年美国人口普查，该市有人口53人。